# Киндюха
Киндюха, Кислівка, Бовкун, Монастирка — річка в Україні, у Таращанській міській громаді Білоцерківського району Київської області. Права притока Росі (басейн Дніпра).

## Опис
Довжина річки 13 км, похил річки — 3,2 м/км. Площа басейну 62,8км². Біля витоку пересихає.

## Розташування
Бере початок на північній стороні від села Ківшовата. Спочатку тече на північний захід через Кислівку, там повертає на північний схід. Далі тече через Буду, Степок і у присілку села Бовкун впадає у річку Рось, праву притоку Дніпра за 139 км від її гирла.
Притоки: Глуй, Стуйна (ліві).

## Цікавий факт
- Історична назва річки Монастирок[5].